# Mjedenik
Mjedenik je naseljeno mjesto u općini Gacko, Republika Srpska, BiH.

## Stanovništvo

### 1991.
Nacionalni sastav stanovništva 1991. godine, bio je sljedeći:
ukupno: 17
- Muslimani - 15 (88,23%)
- Srbi - 2 (11,76%)

### 2013.
Nacionalni sastav stanovništva 2013. godine, bio je sljedeći:
ukupno: 24
- Bošnjaci - 24 (100%)